# Iranische Fußballnationalmannschaft (U-20-Männer)
Die iranische U-20-Fußballnationalmannschaft ist eine Auswahlmannschaft iranischer Fußballspieler. Sie unterliegt der Football Federation Islamic Republic of Iran und repräsentiert sie international auf U-20-Ebene, etwa in Freundschaftsspielen gegen die Auswahlmannschaften anderer nationaler Verbände oder bei U-20-Weltmeisterschaften und U-19-Asienmeisterschaften.
Die Mannschaft nahm an zwei U-20-WM-Endrunden teil (1977, 2001 und 2017), bei denen sie jeweils in der Vorrunde ausschied.
Sie ist zudem vierfacher Asienmeister (1973, 1974, 1975 und 1976).

## Teilnahme an U-20-Weltmeisterschaften
| 1977 | Vorrunde           |
| 1979 | nicht qualifiziert |
| 1981 | nicht teilgenommen |
| 1983 | nicht teilgenommen |
| 1985 | nicht teilgenommen |
| 1987 | nicht teilgenommen |
| 1989 | nicht teilgenommen |
| 1991 | nicht teilgenommen |
| 1993 | nicht qualifiziert |
| 1995 | nicht qualifiziert |
| 1997 | nicht qualifiziert |
| 1999 | nicht qualifiziert |
| 2001 | Vorrunde           |
| 2003 | nicht qualifiziert |
| 2005 | nicht qualifiziert |
| 2007 | nicht qualifiziert |
| 2009 | nicht qualifiziert |
| 2011 | nicht qualifiziert |
| 2013 | nicht qualifiziert |
| 2015 | nicht qualifiziert |
| 2017 | Vorrunde           |
| 2019 | nicht qualifiziert |
| 2023 | nicht qualifiziert |
| 2025 | nicht qualifiziert |

## Teilnahme an U-20-Asienmeisterschaften
(bis 2006 Junioren-Asienmeisterschaft)
| 1959 | nicht teilgenommen |
| 1960 | nicht teilgenommen |
| 1961 | nicht teilgenommen |
| 1962 | nicht teilgenommen |
| 1963 | nicht teilgenommen |
| 1964 | nicht teilgenommen |
| 1965 | nicht teilgenommen |
| 1966 | nicht teilgenommen |
| 1967 | nicht teilgenommen |
| 1968 | nicht teilgenommen |
| 1969 | 3. Platz           |
| 1970 | nicht qualifiziert |
| 1971 | Viertelfinale      |
| 1972 | nicht qualifiziert |
| 1973 | Sieger             |
| 1974 | Sieger             |
| 1975 | Sieger             |
| 1976 | Sieger             |
| 1977 | 2. Platz           |
| 1978 | Viertelfinale      |
| 1980 | nicht teilgenommen |
| 1982 | nicht teilgenommen |
| 1984 | nicht teilgenommen |
| 1986 | nicht teilgenommen |
| 1988 | nicht qualifiziert |
| 1990 | nicht qualifiziert |
| 1992 | Vorrunde           |
| 1994 | nicht qualifiziert |
| 1996 | Vorrunde           |
| 1998 | nicht qualifiziert |
| 2000 | 4. Platz           |
| 2002 | nicht qualifiziert |
| 2004 | Vorrunde           |
| 2006 | Vorrunde           |
| 2008 | Vorrunde           |
| 2010 | Vorrunde           |
| 2012 | Viertelfinale      |
| 2014 | Vorrunde           |
| 2016 | Halbfinale         |
| 2018 | nicht qualifiziert |
| 2023 | Viertelfinale      |
| 2025 | Viertelfinale      |